# Chile en los Juegos Olímpicos de Vancouver 2010

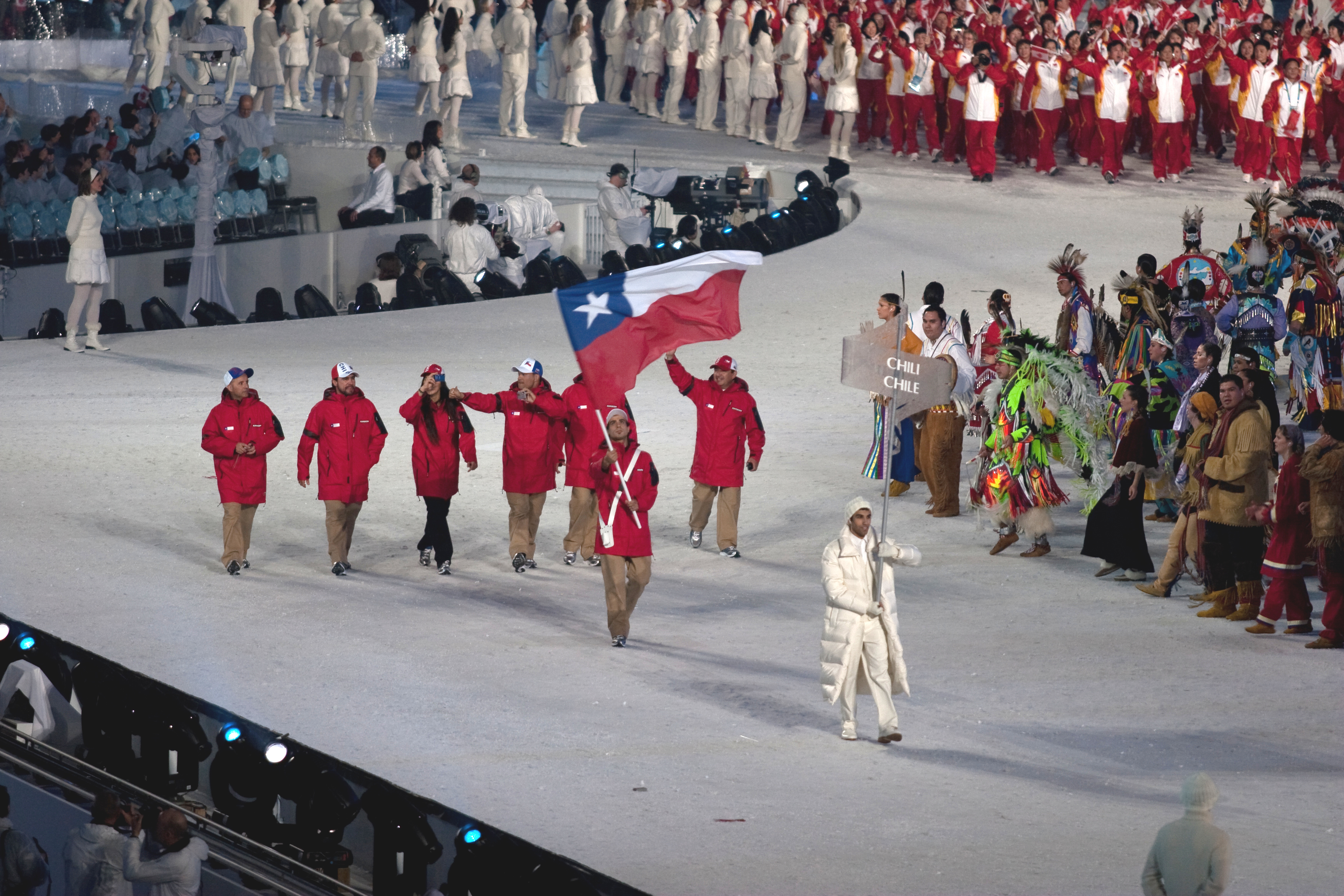
La delegación chilena durante la ceremonia de apertura de los Juegos Olímpicos de Vancouver 2010.

La participación de Chile en los Juegos Olímpicos de Vancouver 2010 fue la decimoquinta actuación olímpica de ese país en las competencias de invierno. La delegación chilena estuvo compuesta de tres deportistas, dos hombres y una mujer, que compitieron en cinco eventos en un deporte. El abanderado en la ceremonia de apertura fue Jorge Mandrú y en la ceremonia de clausura fue Noelle Barahona.
El equipo olímpico chileno no obtuvo ninguna medalla.

## Esquí alpino
| Atleta          | Evento                    | Tiempo      | Lugar       |
| --------------- | ------------------------- | ----------- | ----------- |
| Noelle Barahona | Descenso femenino         | 1:57.47     | 34          |
| Noelle Barahona | Super gigante femenino    | 1:28.66     | 35          |
| Noelle Barahona | Super combinada femenino  | 2:24.25     | 28          |
| Noelle Barahona | Eslalon femenino          | 1:57.82     | 41          |
| Noelle Barahona | Eslalon gigante femenino  | No finalizó | No finalizó |
| Maui Gayme      | Descenso masculino        | 1:59.76     | 49          |
| Maui Gayme      | Super gigante masculino   | 1:36.56     | 42          |
| Jorge Mandrú    | Descenso masculino        | 2:01.72     | 56          |
| Jorge Mandrú    | Super gigante masculino   | No finalizó | No finalizó |
| Jorge Mandrú    | Eslalon masculino         | No comenzó  | No comenzó  |
| Jorge Mandrú    | Eslalon gigante masculino | 2:51.55     | 52          |

## Terremoto en Chile
El 27 de febrero de 2010 un terremoto afectó a la zona centro-sur de Chile. Como resultado, los atletas Jorge Mandrú y Maui Gayme decidieron no participar de la ceremonia de clausura como señal de respeto a las víctimas del terremoto y regresaron a su país. Noelle Barahona, la única atleta chilena que se quedó en Vancouver, portó la bandera en la ceremonia de clausura.